# ليجيون فيلد (ملعب)
ليجيون فيلد (بالإنجليزية: Legion Field)‏ هو ملعب متعدد الأغراض يقع في مدينة برمنغهام الأمريكية . غالبا ما يتم استخدامه لمباريات كرة القدم الأمريكية . يسع الملعب لجلوس 71,594 متفرج . يعتبر الملعب الرسمي الذي يخوض فيه نادي برمنغهام بول مبارياته . تم افتتاح الملعب في سنة 1926.
يستضيف الملعب رياضات أخرى مثل كرة القدم، وقد استضاف سلسلة مباريات لكرة القدم في الألعاب الأولمبية 1996.

## معرض صور

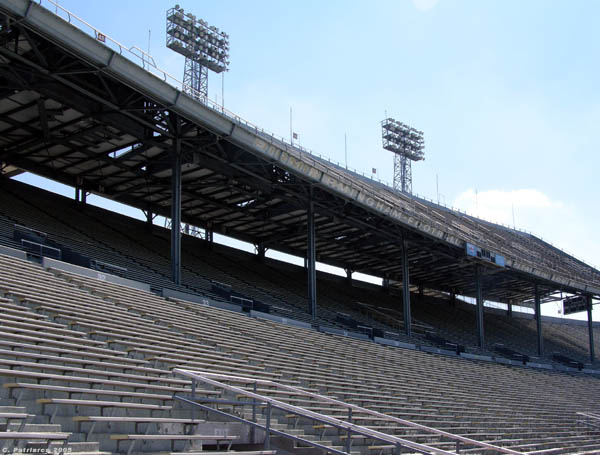
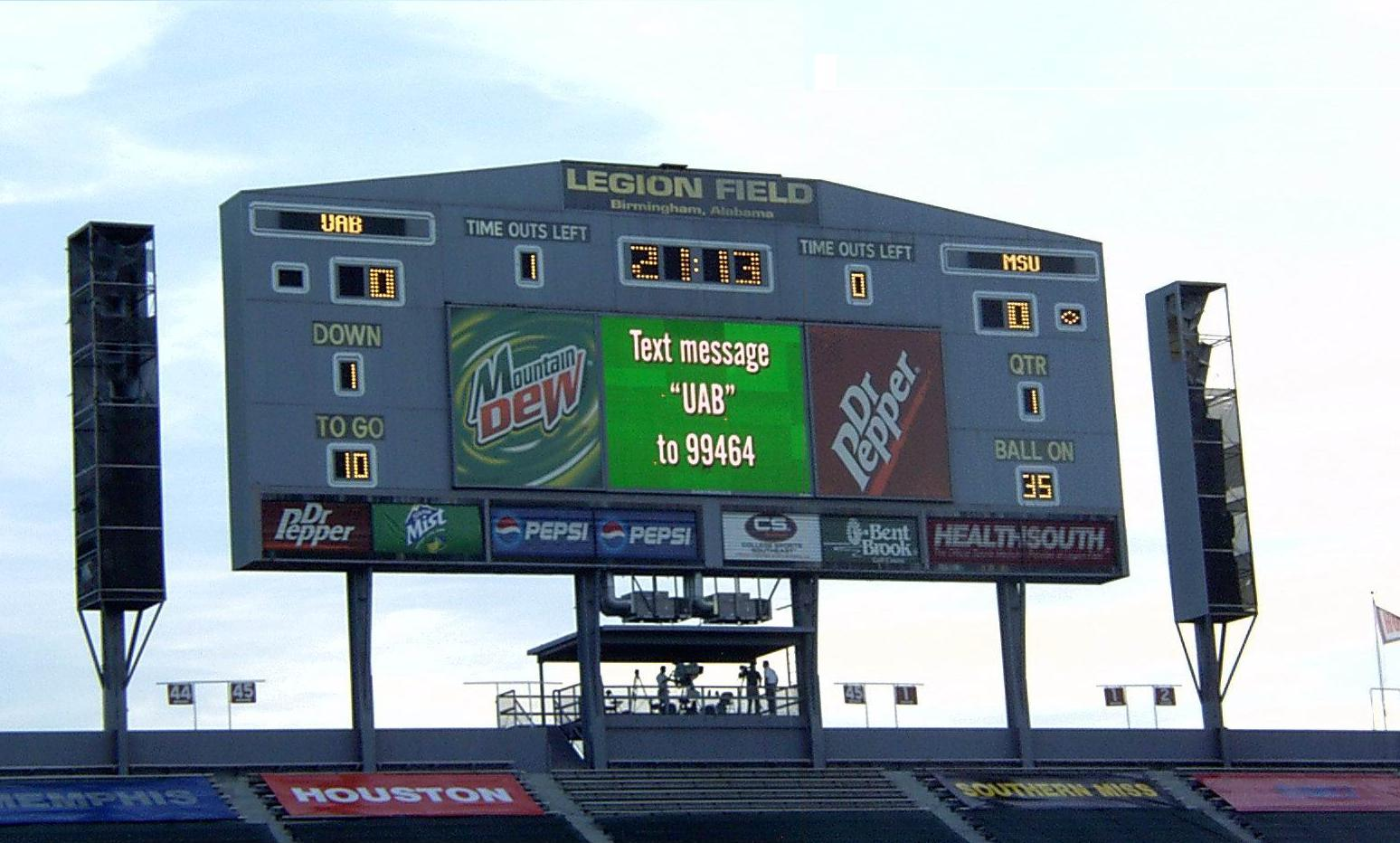
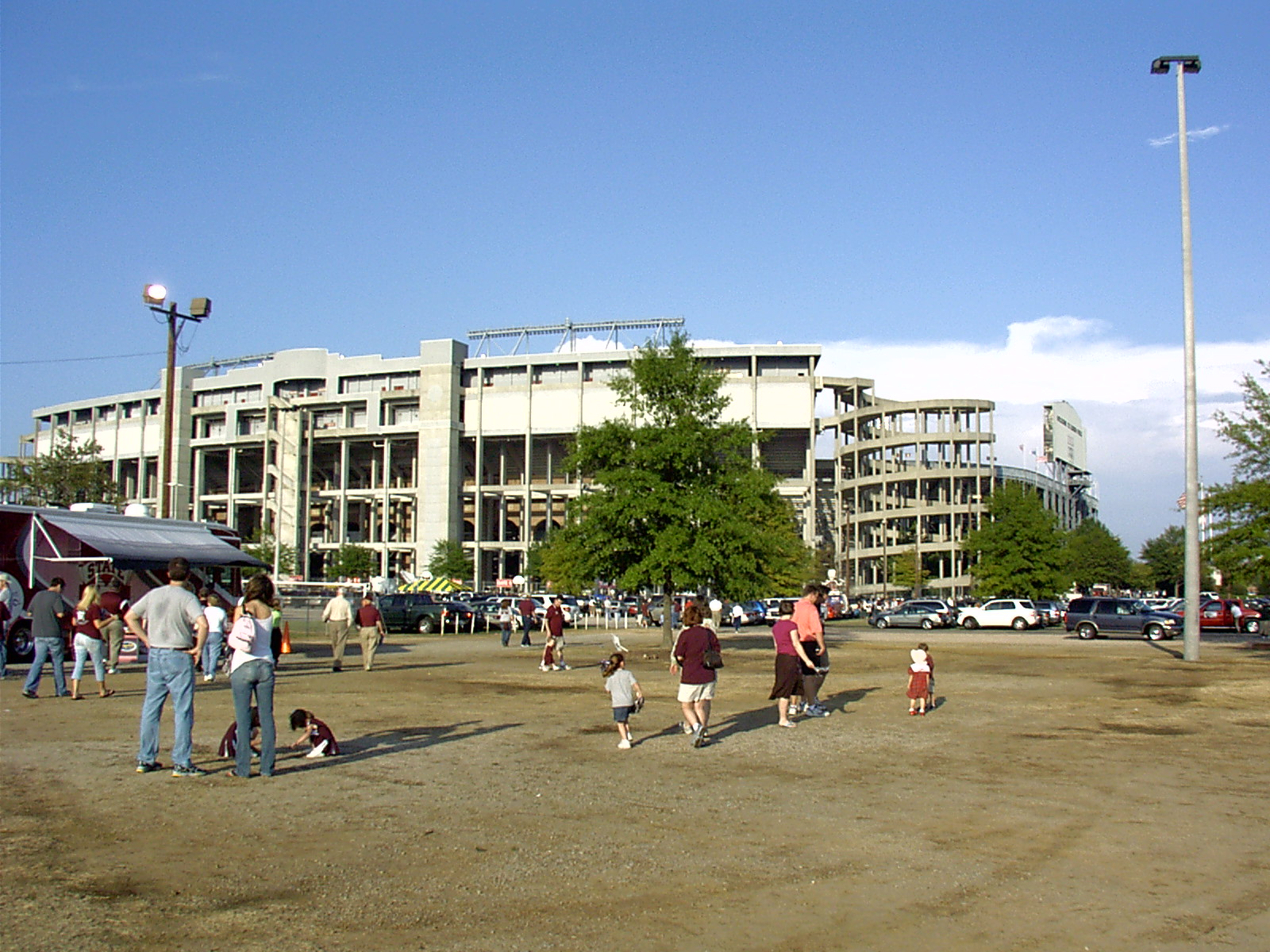